# 스미스덤불다람쥐
스미스덤불다람쥐(Paraxerus cepapi)는 다람쥐과에 속하는 설치류의 일종이다. "노랑발다람쥐" 또는 "나무다람쥐"로도 불린다. 앙골라와 보츠와나. 콩고민주공화국, 말라위, 모잠비크, 남아프리카 공화국, 탄자니아, 잠비아, 짐바브웨에서 발견되는 아프리카덤불다람쥐이다. 흔하게 발견되는 설치류로 야생 상태에서 주행성 동물이다.

## 아종
10종의 아종이 알려져 있다.
| - P. c. cepapi - P. c. bororensis - P. c. carpi - P. c. cepapoides | - P. c. chobiensis - P. c. phalaena - P. c. quotus - P. c. sindi | - P. c. soccatus - P. c. yulei |